# Chiguirí Arriba
Chiguirí Arriba es un corregimiento del distrito de Penonomé en la provincia de Coclé, República de Panamá. Cuenta con 10.018 habitantes (2010).

## Historia
Cerca a la ciudad se encuentra una gran variedad de petroglifos precolombinos.
La región de Coclé tiene muy diversos atractivos de montaña, en prácticamente todo el territorio. En esta región de la provincia podrás observar una maravillosa variedad de animales, una que cuenta con una amplia diversidad de aves, mariposas y flora. Este poblado posee un clima agradable para disfrutar en familia un recorrido turístico en tierra coclesana.
Está conformado por elevaciones como cerros, montañas y colinas este maravilloso lugar destacando su naturaleza, cubiertas con grandes extensiones de bosque frondosos conformados por árboles nativos de la región Coclesana como lo son: el espavé, nance, María, cañafístula, laurel, cocobolo, macano, almendro, corotú, guásimo, cedro espino, guayacán, roble, marañón y níspero.
Estas especies tienen gran potencial para la reforestación y conservación siendo así beneficiosas para la ecología de nuestro país, Panamá.
También es un excelente sitio para los visitantes apasionados e interesados en la observación de aves. Chiguirí Arriba es una excelente alternativa en el aérea. Algunas de estas especies de aves son loros, pericos, tucanes, colibríes, pájaros carpinteros, etc.
Breve historia de la escuela.
Fundada en 1924, llamada Escuela Chiguirí Arriba, escuela rancho con salones de quincha (mezcla de barro y paja), poseía alrededor de 4 salones, con asistencia de 3 maestros, en ese entonces solo se brindaba un ciclo escolar hasta tercer grado, eventualmente se extendió hasta sexto grado, donde se realizaban pequeñas graduaciones con sus respectivos certificados. Era una época limitada en recursos y sus estudiantes no contaban con uniformes escolares, zapatos, ni mochilas, motivo por el cual muchos pobladores de la comunidad no culminaban sus estudios y otros debían emigrar a comunidades más céntricas.
- Cambio de nombre.

Debido a la destacada y comprometida labor del docente Pablo Alzamora Vargas, quien se radicó y creó negocios en la comunidad. Años más tarde como reconocimiento a este noble ciudadano y por las huellas memorables que dejó en sus pobladores, se cambia el nombre de Escuela Chiguirí Arriba a Escuela Pablo Alzamora Vargas.
- Actualidad.

El Centro Educativo Pablo Alzamora Vargas, cuenta con más de 25 aulas de clases, biblioteca, salón de informática y laboratorios; personal educativo de diferentes especializaciones, ciclo escolar desde preescolar hasta la educación media (bachiller en ciencias); de amplias estructuras que acogen a estudiantes locales y de las diversas comunidades aledañas. Cada 24 de julio celebran con regocijo su aniversario de fundación, siendo en el 2024 su centenario.
Servicios de Salud.
La comunidad cuenta con el Centro de Salud Chiguirí Arriba, el mismo ofrece los servicios de odontología, medicina general, farmacia, estimulación temprana.
Turismo.
Entre sus atractivos turísticos está el Hotel Villa Tavida propiedad del señor Alfonso Jaén. Lugar que ofrece los servicios de restaurante, hospedaje y spa para turistas y locales. Ofrece la posibilidad de realizar actividades como: caminatas, camping, visitas a la cascada. Además de los petroglifos que están río abajo después de la cascada del Tavidá,  aquí podrás observar huellas del hombre de hace 2000 años a atrás lugar histórico plasmado en estas tierras que demuestran la importancia de los tiempos pasados. 
Como dato curioso, Sabias que La cascada Tavidá en un lenguaje indígena tiene un significado muy interesante el cual es que dar vida, esto ya que los antiguos pueblos indígenas originarios de las tierras habitadas las nombraban según un significado especial para ellos como en este caso lo es la madre naturaleza y sus ricas tierras.
Como ya hemos mencionado anteriormente, las montañas de Coclé son el marco de elegantes y acogedoras estancias para consentirse y despejar los sentidos en medio del sosiego que produce el encantamiento de la naturaleza de Chiguirí Arriba en todo su esplendor, esta es una de las regiones pertenecientes de la provincia de Coclé con muchas riquezas naturales (flora y fauna) y cultura de Panamá.
Chorro Tavidal Abajo.

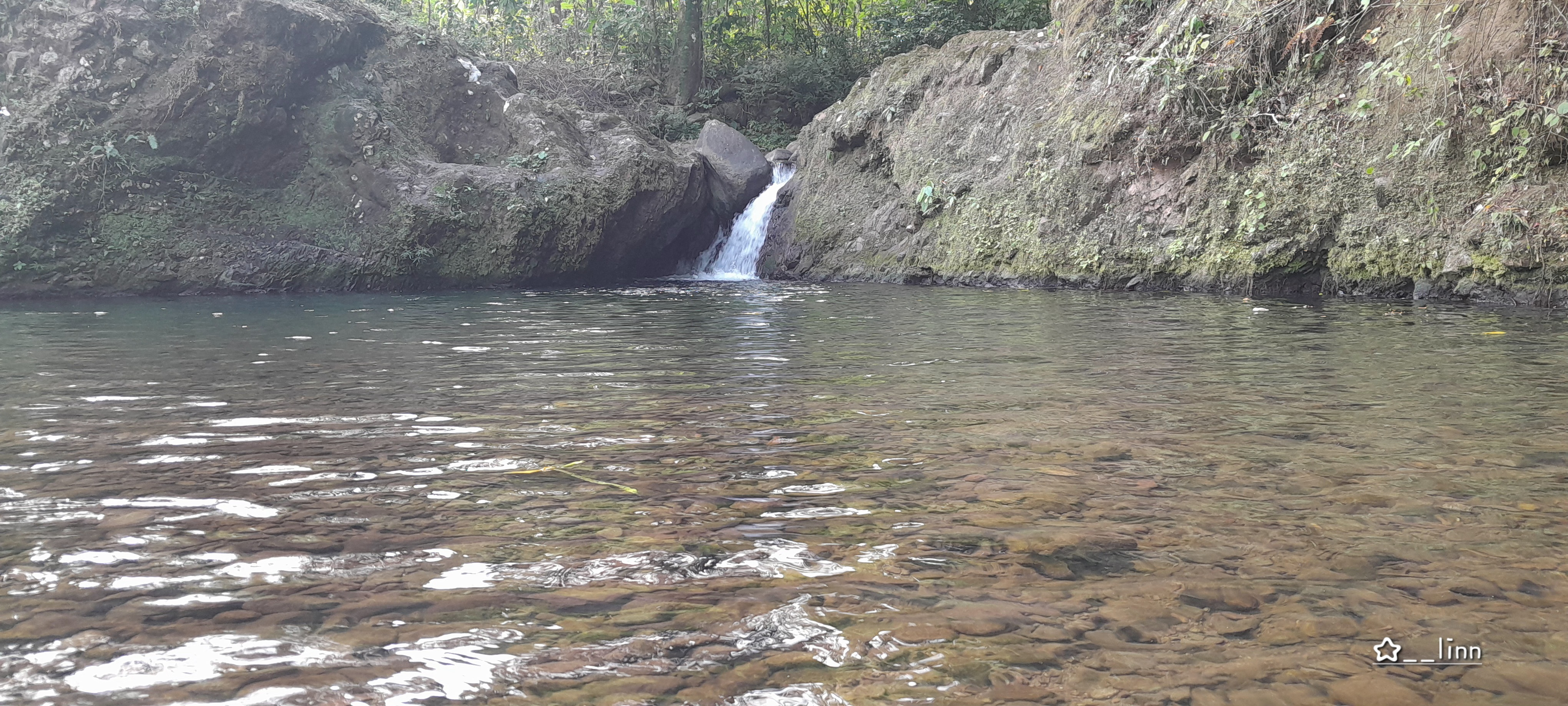

De libre acceso ubicado en el sector Tavidal Abajo, se puede acceder a través de una carretera de piedra o por caminos alternos. Es un lugar agradable y público, lo único que se les pide a los visitantes es el cuidado responsable del lugar.  
La comunidad presenta diferentes mejorías a través de los años: carreteras de asfalto, con mayor accesibilidad; servicios de luz eléctrica e internet; abarroterías y tiendas; se eliminan las conocidas “chivas gallineras” por buses; cancha sintética (punto de encuentro de diversas actividades deportivas y recreativas); además de que cada sector posee sus respectivos acueductos rurales, brindando sistemas de agua potables a la población.

## Festividades

### 15 de mayo San Isidro Labrador

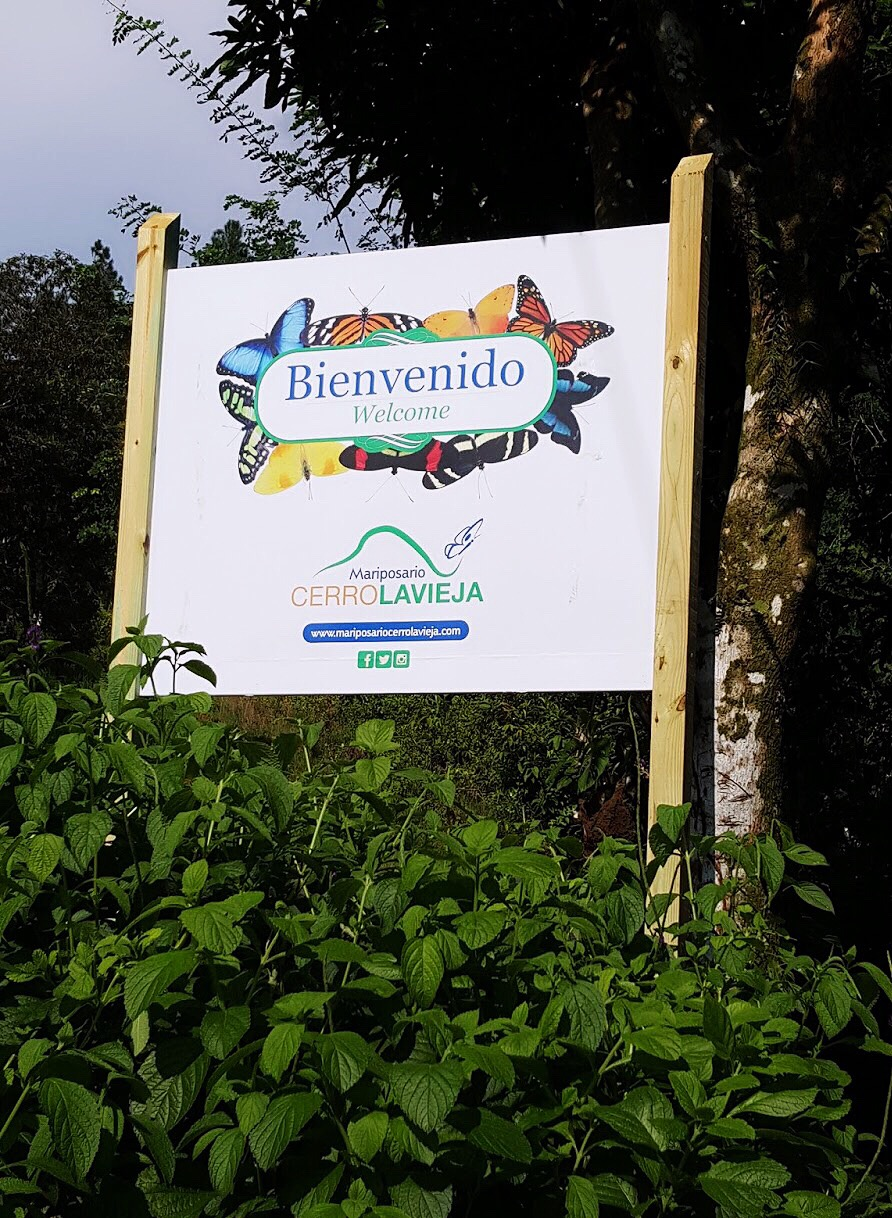
mariposario cerro la vieja

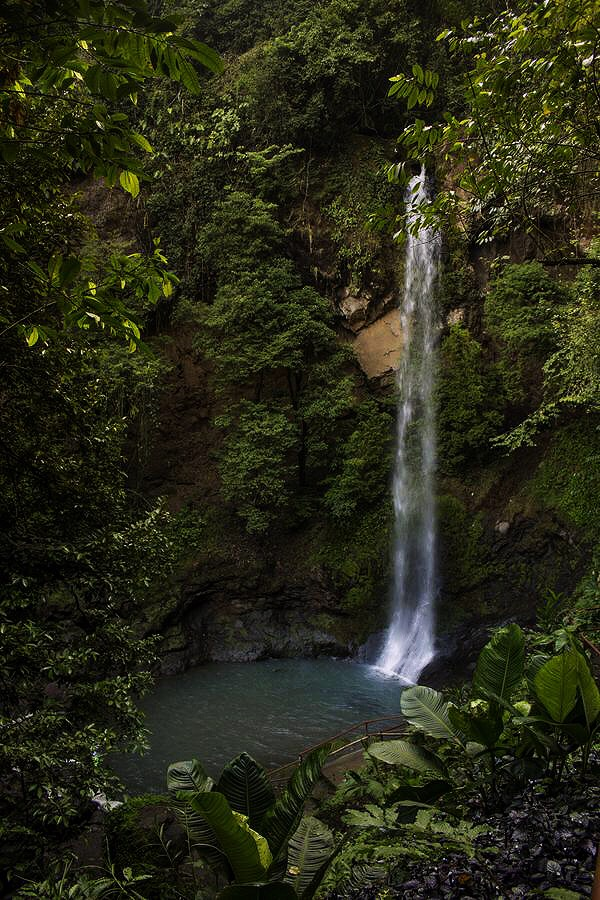
chorro Tavidá

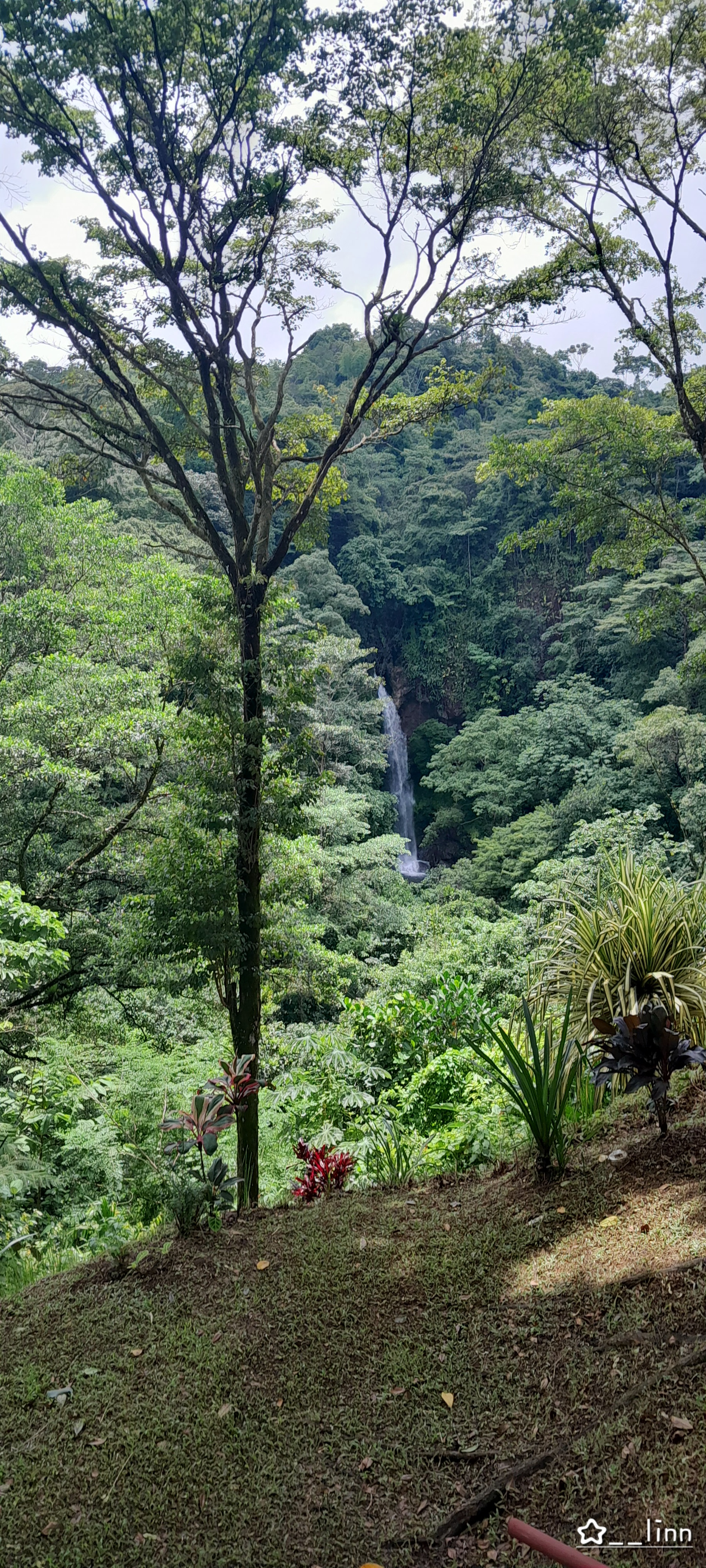

Patrono de Chiguirí Arriba, patrono de los agricultores del mundo. Le pusieron ese nombre en honor de San Isidoro, un santo muy apreciado en España.
Sus padres eran unos campesinos sumamente pobres que ni siquiera pudieron enviar a su hijo a la escuela. Pero en casa le enseñaron a tener temor a ofender a Dios y gran amor de caridad hacia el prójimo y un enorme aprecio por la oración y por la Santa Misa y la Comunión.
Huérfano y solo en el mundo cuando llegó a la edad de diez años Isidro se empleó como peón de campo, ayudando en la agricultura a Don Juan de Vargas un dueño de una finca, cerca de Madrid. Allí pasó muchos años de su existencia labrando las tierras, cultivando y cosechando.

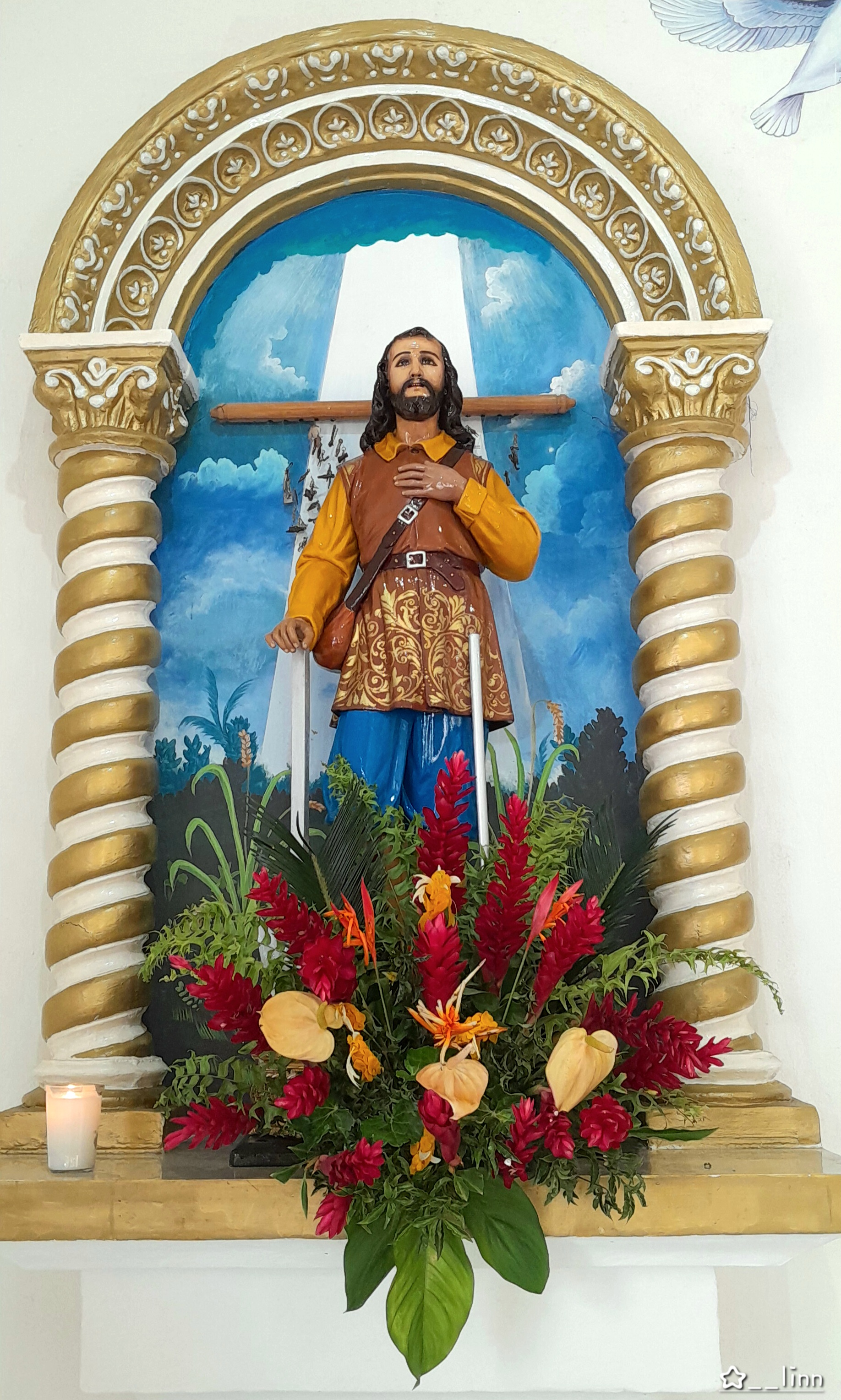

San Isidro Labrador, llegó a la comunidad de Chiguirí Arriba en el año 1961, y desde entonces cada año se celebra la gran fiesta religiosa que inicia en el mes de enero con un recorrido por cada una de las viviendas. Estos recorridos están divididos por sectores que son: 
- Sector Tavidal Abajo
- Sector Tavidal Arriba
- Sector Palmilla-Larguillo
- Sector Chiguirí Arriba
- Sector Céntrico
- Sector Cristo Peregrino
- Sector Larguillo Centro

Todos los 6 de mayo inician las novenas en honor al Santo Patrono, sin embargo, como son 7 sectores la comunidad ha anexado una novena en representación de los niños y otra de los Jóvenes, que forman parte de esta gran festividad, el día 14 de mayo se reúnen todos los santos de cada sector, se le conoce “Llegada de Todos Los Santos” y se celebra una gran misa como preparación del día 15. En este día se celebra una gran misa en horas de la mañana, y en la tarde se realiza una procesión por la calle principal de la comunidad. 
De igual forma cada 15 de octubre se celebra el aniversario de llegada de la imagen del santo patrono, con una misa solemne, ferias con productos aportados por sus habitantes, además de actividades folclóricas.          

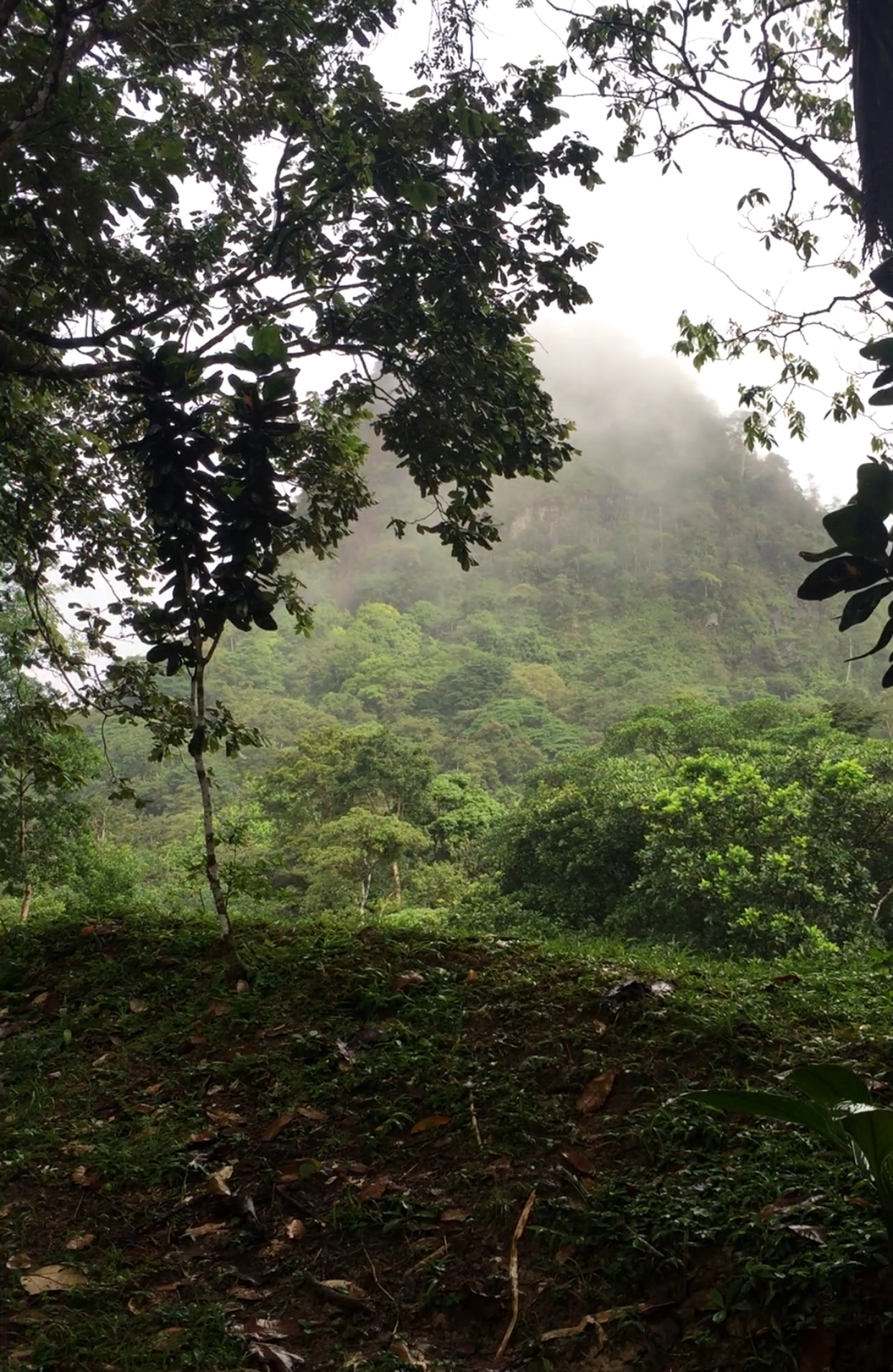
Cerro la vieja Chiguirí Arriba, Coclé